# Communauté de communes du Pays du Coquelicot
La communauté de communes du Pays du Coquelicot est une communauté de communes française, située dans l'est du département de la Somme.

## Historique
La communauté de communes créée par un arrêté préfectoral du 26 décembre 2001 s'appelait Communauté de communes de la région d'Albert - Acheux en Amiénois et Bray-sur-Somme avant l'intervention de l'arrêté préfectoral du 29 octobre 2004. Le nouveau nom rappelle que le territoire de la Communauté se trouve au cœur du territoire de la Bataille de la Somme de 1916.
Le 1er janvier 2019, Carnoy et Mametz (Somme) fusionnent pour former la commune nouvelle de Carnoy-Mametz, réduisant ainsi à 65 le nombre de communes regroupées dans l'intercommunalité.

## Territoire communautaire

### Description
Au 1er janvier 2017, le territoire couvre 464 km2

### Composition
La communauté de communes est composée des 65 communes suivantes :

| Nom                    | Code Insee | Gentilé         | Superficie (km2) | Population (dernière pop. légale) | Densité (hab./km2) |
| ---------------------- | ---------- | --------------- | ---------------- | --------------------------------- | ------------------ |
| Albert (siège)         | 80016      | Albertins       | 13,8             | 9 658 (2022)                      | 700                |
| Acheux-en-Amiénois     | 80003      | Achéens         | 7,07             | 584 (2022)                        | 83                 |
| Arquèves               | 80028      | Arquevois       | 7,64             | 154 (2022)                        | 20                 |
| Auchonvillers          | 80038      | Auchonvillois   | 5,72             | 124 (2022)                        | 22                 |
| Authie                 | 80043      |                 | 9,93             | 258 (2022)                        | 26                 |
| Authuille              | 80045      | Authuillois     | 3,58             | 157 (2022)                        | 44                 |
| Aveluy                 | 80047      | Abelloluciens   | 6,64             | 537 (2022)                        | 81                 |
| Bayencourt             | 80057      | Bayencourtois   | 1,84             | 73 (2022)                         | 40                 |
| Bazentin               | 80059      | Bazentinois     | 5,1              | 82 (2022)                         | 16                 |
| Beaucourt-sur-l'Ancre  | 80065      |                 | 3,51             | 89 (2022)                         | 25                 |
| Beaumont-Hamel         | 80069      |                 | 8,31             | 202 (2022)                        | 24                 |
| Bécordel-Bécourt       | 80073      |                 | 3,57             | 154 (2022)                        | 43                 |
| Bertrancourt           | 80095      | Bertrancourtois | 6,09             | 212 (2022)                        | 35                 |
| Bouzincourt            | 80129      | Bouzincourtois  | 8,11             | 536 (2022)                        | 66                 |
| Bray-sur-Somme         | 80136      |                 | 16,81            | 1 191 (2022)                      | 71                 |
| Buire-sur-l'Ancre      | 80151      |                 | 5,28             | 296 (2022)                        | 56                 |
| Bus-lès-Artois         | 80153      | Buséens         | 6,74             | 137 (2022)                        | 20                 |
| Cappy                  | 80172      | Cappitois       | 11,91            | 548 (2022)                        | 46                 |
| Carnoy-Mametz          | 80505      |                 | 10,25            | 268 (2022)                        | 26                 |
| Chuignolles            | 80195      |                 | 4,86             | 147 (2022)                        | 30                 |
| Coigneux               | 80201      |                 | 2,88             | 49 (2022)                         | 17                 |
| Colincamps             | 80203      |                 | 4,38             | 83 (2022)                         | 19                 |
| Contalmaison           | 80206      | Contalmaisonais | 5,67             | 122 (2022)                        | 22                 |
| Courcelette            | 80216      | Courcelettois   | 4,66             | 151 (2022)                        | 32                 |
| Courcelles-au-Bois     | 80217      |                 | 2,02             | 70 (2022)                         | 35                 |
| Curlu                  | 80231      | Curvelogiens    | 5,89             | 159 (2022)                        | 27                 |
| Dernancourt            | 80238      | Dernancourtois  | 6,63             | 519 (2022)                        | 78                 |
| Éclusier-Vaux          | 80264      |                 | 6,34             | 86 (2022)                         | 14                 |
| Englebelmer            | 80266      |                 | 9,41             | 292 (2022)                        | 31                 |
| Étinehem-Méricourt     | 80295      |                 | 18,22            | 596 (2022)                        | 33                 |
| Forceville             | 80329      |                 | 7,57             | 165 (2022)                        | 22                 |
| Fricourt               | 80366      | Fricourtois     | 11,3             | 469 (2022)                        | 42                 |
| Frise                  | 80367      |                 | 6,15             | 176 (2022)                        | 29                 |
| Grandcourt             | 80384      |                 | 8,38             | 177 (2022)                        | 21                 |
| Harponville            | 80420      | Harponvillois   | 2,75             | 172 (2022)                        | 63                 |
| Hédauville             | 80425      | Hédauvillois    | 4,04             | 107 (2022)                        | 26                 |
| Hérissart              | 80431      | Hérissartois    | 7,39             | 757 (2022)                        | 102                |
| Irles                  | 80451      | Irlois          | 5,38             | 120 (2022)                        | 22                 |
| Laviéville             | 80468      |                 | 2,15             | 169 (2022)                        | 79                 |
| Léalvillers            | 80470      |                 | 2,23             | 158 (2022)                        | 71                 |
| Louvencourt            | 80493      | Louvencourtois  | 7,74             | 295 (2022)                        | 38                 |
| Mailly-Maillet         | 80498      | Maillotins      | 11,14            | 638 (2022)                        | 57                 |
| Maricourt              | 80513      |                 | 7,52             | 179 (2022)                        | 24                 |
| Marieux                | 80514      |                 | 4,07             | 130 (2022)                        | 32                 |
| Méaulte                | 80523      | Méaultois       | 10,75            | 1 276 (2022)                      | 119                |
| Mesnil-Martinsart      | 80540      |                 | 8,76             | 237 (2022)                        | 27                 |
| Millencourt            | 80547      | Millencourtois  | 5,79             | 203 (2022)                        | 35                 |
| Miraumont              | 80549      | Miraumontois    | 13,96            | 630 (2022)                        | 45                 |
| Montauban-de-Picardie  | 80560      | Montalbanais    | 7,67             | 216 (2022)                        | 28                 |
| Morlancourt            | 80572      | Morlancourtois  | 11,87            | 378 (2022)                        | 32                 |
| La Neuville-lès-Bray   | 80593      |                 | 4,03             | 260 (2022)                        | 65                 |
| Ovillers-la-Boisselle  | 80615      |                 | 9,61             | 428 (2022)                        | 45                 |
| Pozières               | 80640      | Poziérois       | 3,24             | 262 (2022)                        | 81                 |
| Puchevillers           | 80645      | Puchévillois    | 14,24            | 561 (2022)                        | 39                 |
| Pys                    | 80648      | Pyssois         | 5,05             | 126 (2022)                        | 25                 |
| Raincheval             | 80659      |                 | 6,8              | 262 (2022)                        | 39                 |
| Saint-Léger-lès-Authie | 80705      |                 | 4,29             | 73 (2022)                         | 17                 |
| Senlis-le-Sec          | 80733      | Senlisiens      | 8,28             | 320 (2022)                        | 39                 |
| Suzanne                | 80743      |                 | 8,66             | 191 (2022)                        | 22                 |
| Thiepval               | 80753      |                 | 4,4              | 127 (2022)                        | 29                 |
| Thièvres               | 80756      |                 | 3,67             | 57 (2022)                         | 16                 |
| Toutencourt            | 80766      | Toutencourtois  | 14,37            | 426 (2022)                        | 30                 |
| Varennes               | 80776      |                 | 7,24             | 221 (2022)                        | 31                 |
| Vauchelles-lès-Authie  | 80777      |                 | 4,7              | 135 (2022)                        | 29                 |
| Ville-sur-Ancre        | 80807      | Villains        | 5,95             | 274 (2022)                        | 46                 |

### Démographie
| 1968   | 1975   | 1982   | 1990   | 1999   | 2006   | 2011   | 2016   |
| ------ | ------ | ------ | ------ | ------ | ------ | ------ | ------ |
| 28 246 | 28 470 | 27 709 | 26 841 | 26 911 | 27 501 | 28 061 | 28 499 |

## Administration

### Siège
La communauté a emménagé en 2008 dans son nouveau siège, constitué par les locaux construits en 1947 et 1971 pour la coopérative La Solidaire et ont été réhabilités à cette occasion. Ils sont situés 6 rue Émile Zola à  Albert.

### Élus
L'intercommunalité est administrée par un conseil communautaire constitué, en 2020, de 92 délégués représentant chacune des communes membres, répartis en fonction sensiblement de leur population : 

- 24 délégués pour Albert ;

- 3 délégués pour Bray-sur-Somme et Méaulte ;

- 1 délégué ou son suppléant, pour les autres communes.
À la suite des élections municipales dont le second tour s'est déroulé le 28 juin 2020, le conseil communautaire a réélu le 15 juillet 2020 son président, Michel Watelain, maire de Laviéville , ainsi que ses 9 vice-présidents qui sont:   
1. Anna-Maria Lemaire, maire d'Acheux-en-Amiénois, chargée de la culture, la jeunesse et latransition numérique
2. Franck Beauvarlet, maire d'Etinehem Méricourt et vice-président du conseil départemental de la Somme, chargé du tourisme
3. Virginie Caron-Decroix, conseillère municipale d'Albert, chargée de l'aménagement du territoire et proximité
4. Claude Cliquet, maire d'Albert, chargé de l'habitat et l'urbanisme
5. Jean-Luc Fourdinier, maire de Bazentin, chargé de l'administration générale, des ressources humaines, de la commande publique et de la  mutualisation
6. Geneviève Lebailly, maire de Senlis-le-Sec, chargée des bâtiments
7. Christophe Buisset, maire d'Aveluy, chargé du développement économique
8. Michel Destombes, maire de Morlancourt, chargé de l'environnement (petit et grand cycles de l’eau, prévention et gestion de déchets)
9. Sylvie Brood, maire de Varennes-en-Croix, chargée de la voirie et des espaces verts

Le bureau communautaire pour la mandature 2020-2026 est constituée du président, des vice-présidents et de trois conseillers communautaires délégués : 
1. Myriam Demailly, maire de Fricourt, chargée de l'économie de proximité et aux circuits courts
2. Christophe Deloraine, maire d'Arquèves, chargée de la modernisation et l'optimisation des réseaux d’eau et d’assainissement
3. Jean-Pierre Carnat, conseller délégué de Bray-sur-Somme, chargé de la mise en place et au suivi de la tarification incitative en matière de collecte des déchets

### Liste des présidents
| Période      | Période                       | Identité         | Étiquette | Qualité |
| ------------ | ----------------------------- | ---------------- | --------- | --- |
| 2002         | juillet 2017                  | Stéphane Demilly | UDF       | Conseiller en communication Maire d'Albert (1989 → 2017) Député de la Somme (5e circ.) (2002 → ) Démissionnaire à la suite de sa réélection comme député. |
| juillet 2017 | En cours (au 16 juillet 2020) | Michel Watelain  | DVD       | Exploitant agricole Maire de Laviéville (2001 → ) Réélu pour le mandat 2020-2026                                                                          |

### Compétences
L'intercommunalité exerce les compétences que lui ont transférées les communes membres, dans les conditions déterminées par le code général des collectivités territoriales. Il s'agit de[réf. nécessaire] : 
- Aménagement de l'espace
  - Mise en place du SCoT et toute étude globale d'intérêt communautaire.
  - Mise en place de Zone d'aménagement concerté
  - Accompagnement des Communes dans l'élaboration de leurs documents d'urbanisme.
- Développement économique
  - Animation économique et aménagement du territoire
  - Études, programmation, acquisitions foncières et création de la plate-forme aéro-industrielle de Haute Picardie et d'un espace économique à proximité de Méaulte.
  - Acquisition foncière, aménagement et gestion des zones d'intérêt communautaire de plus d'un hectare.
- Protection de l'environnement
  - Études concernant l'assainissement : Schémas directeurs
  - Études permettant la recherche d'eau.
  - Études concernant la lutte contre les inondations
  - Collecte, traitement et valorisation des déchets des ménages
- Logement et cadre de vie
  - Études et actions d'animations auprès des habitants, de type OPAH
  - Permanences d'information auprès des propriétaires et locataires, notamment avec l'ADIL (Association Départementale d'Information sur le Logement).
  - Programme local de l'habitat
- Voirie
  - Création ou aménagement et entretien de la voirie du domaine public dite "intercommunale" définie à partir de critères notamment : Circuit scolaire - Zone d'activités d'intérêt communautaire - Voie touristique - Autre voie structurante[11]
  - Déneigement de la voirie
- Jeunesse
  - Financement de la mission locale
  - Ateliers ados pendant les petites vacances.
  - Centre de loisirs sans hébergement ou centres d'animation jeunesse
- Culture & Communication
  - Écoles de musique
  - Bibliothèques - Médiathèques
  - Aménagement numérique du territoire
  - Création d'un journal d'information communautaire
- Transports
  - Transport collectif à la demande
- Tourisme de Loisirs
  - Écoles de pêche
  - Promotion touristique et accueil des visiteurs.
  - Entretien des circuits de randonnées labellisés par le Département
- Rôle de Conseil auprès des communes

Les élus ont décidé d'anticiper dès 2018 le transfert obligatoire en 2020 de la compétence eau et assainissement. De même, l'intercommunalité exerce dès 2018 les compétences  gestion des milieux aquatiques et prévention des inondations (GEMAPI) et la lutte contre le ruissellement et l’érosion des sols.

### Budget et fiscalité
La Communauté de communes est un établissement public de coopération intercommunale à fiscalité propre.
Afin de financer l'exercice de ses compétences, l'intercommunalité perçoit la fiscalité professionnelle unique (FPU) – qui a succédé à la taxe professionnelle unique (TPU) – et assure une péréquation de ressources entre les communes résidentielles et celles dotées de zones d'activité.
Elle perçoit également une bonification de la dotation globale de fonctionnement (DGF) et collecte une taxe d'enlèvement des ordures ménagères (TEOM), qui finance le fonctionnement de ce service public. Le taux de cette taxe est de 13,40 % en 2016 et 2017.
Le budget 2017 s'élève à 13,5 millions d'euros en fonctionnement et 2,2 millions d'euros en investissement, auquel s'ajoutent les budgets annexes des zones d'activité (0,5 million d'euros) et du service public d'assainissement non-collectif ou SPANC (0,4 million d'euros).

### Organismes de regroupement
L'intercommunalité est membre, en 2020, des organismes publics suivants :
- SM Canche et Authie
- SM de l'aéroport d'Albert-Picardie
- Pôle Métropolitain du Grand Amiénois
- SM de production et d'adduction d'eau potable du bois-Saint-Pierre
- Syndicat mixte Somme numérique ;
- SIEP du Santerre
- Syndicat mixte d'aménagement hydraulique du bassin versant de la Somme (AMEVA).

## Réalisations et projets
Conformément aux dispositions légales, une communauté de communes a pour objet d'associer des « communes au sein d'un espace de solidarité, en vue de l'élaboration d'un projet commun de développement et d'aménagement de l'espace ».

### Enjeux du territoire
Le projet de plan d'aménagement et de développement durable (PADD) du plan local d'urbanisme intercommunal (PLUi) de 2016-17 fixe les orientations suivantes au développement de l'intercommunalité : 
1. Conforter une activité économique basée sur la performance industrielle et l’économie présentielle ;
2. Soutenir l’agriculture, pilier de l’économie ;
3. Asseoir le tourisme comme l’un des moteurs de l’économie locale ;
4. Gérer une consommation foncière respectueuse des milieux agricoles, naturels et forestiers ;
5. S’appuyer sur une mobilité durable exemplaire ;
6. Répondre au besoin en logements ;
7. Faciliter la réalisation de bons parcours résidentiels par la diversification de l’offre de logements ;
8. Garantir les bonnes conditions d’habitation au sein du parc existant ;
9. Faire des logements du Pays du Coquelicot un vecteur d’attractivité ;
10. Répondre aux besoins en matière d’hébergement et d’accès au logement ;
11. Créer des équipements complémentaires et de proximité ;
12. Valoriser les secteurs reconnus pour leur biodiversité remarquable ;
13. Prévenir et gérer les risques pour le bien des personnes et des constructions ;
14. Projeter des constructions durables et respectueuses de l’Environnement ;
15. Valoriser le patrimoine paysager, bâti et naturel du territoire ;
16. Piloter et animer le PLUi.

### Développement économique
- la plate-forme aéro-industrielle réalisée dans le cadre d'un syndicat mixte avec le Département de la Somme. Ce projet de 40 millions d'euros est financé par l'Union Européenne (22,5 %), la Région Picardie (30 %), le Département (30 %), Airbus (11,25 %) et la Communauté de Communes (6,25 %). À ce titre, la communauté versera en 2008 468.000 €.
- Le parc d'activité Henry-Potez à Albert
- Le projet de ZAC du Coquelicot située à Méaulte et Bécordel-Bécourt, entre Airbus et l'Aéroport Albert-Picardie

### Zone de développement de l'éolien (ZDET)
Le Conseil communautaire du 12 novembre 2007 a approuvé un projet de ZDE portant sur 19 communes, principalement situées au nord du territoire communautaire, qui pourraient donc accueillir des éoliennes, si le Préfet approuve le dossier.

### Habitat
La communauté a mené une OPAH de 2005 à 2008 qui a permis d'améliorer 371 logements sur 54 des communes de la Communauté. 46 logements vacants ont été remis sur le marché. Compte tenu de ces résultats, une nouvelle OPAH sera lancée en 2008 pour 3 ans.

### Aménagement numérique du territoire
Les habitants d’Albert, Bouzincourt, Hénencourt, Laviéville, Millencourt, Senlis-le-Sec et Bécordel-Bécourt sont les premiers à avoir été raccordés à la fibre optique du Pays du coquelicot en 2018.
Les habitants de Méaulte, Dernancourt, Buire-sur-l’Ancre, Ville-sur-Ancre, Fricourt, Mametz, Ovillers-la-Boisselle, Pozières, Contalmaison, Aveluy, Mesnil-Martinsart et Authuille devront patienter au moins jusqu’au mois de juillet.
Courcelette devra attendre 2019 et les autres communes devront laisser passer encore quelques années,.

### Eau et assainissement
L'intercommunalité a pris en charge le 1er janvier 2018 la compétence « eau et assainissement » pour les 65 communes membres et a décidé de confier l’exploitation du service d’assainissement collectif et d’eau potable à des concessionnaires, et d'harmoniser sur 10 ans le prix de l'eau, qui variait jusqu'alors d'un facteur cinq entre la commune la plus chère et la moins chère.